# Kap Agulhas
Kap Agulhas er Afrikas sydligste punkt. Det er beliggende 170 km øst for Kapstaden i Sydafrika.

Den karakteristiske bygning med fyrtårnet i midten rummer tillige en mindre café.
Engang var det opfattelsen, at Atlanterhavet og det Indiske Ocean mødtes ved Kap Det Gode Håb. I vore dage er det fastslået, at de to oceaner syd for Afrika adskilles af 20° øst-meridianen, der går gennem Kap Agulhas.

## Billedgalleri
- Den markante bygning med bl.a. fyret, Afrikas sydligste bygning
- Fyret ved Kap Agulhas
- Trappe i fyret
- Panorama